# 薩克森的格貝爾加
薩克森的格貝爾加（德語：Gerberga von Sachsen，913年—969年 / 984年），西法蘭克王后，939年至954年在位。
格貝爾加的父親是東法蘭克國王亨利一世，哥哥是日後的神聖羅馬皇帝鄂圖一世。

## 家庭
939年，格貝爾加與西法蘭克國王路易四世結婚，兩人共有2子1女：
1. 洛泰爾（941年—986年），西法蘭克國王
2. 瑪蒂爾德（943年—992年），勃艮第王后
3. 查理（953年—993年），下洛林公爵